# Nothostele
Nothostele là một chi thực vật có hoa trong họ, Orchidaceae.